# Dvalin
Dvalin ou Dvalinn en vieux norrois est un nom de nain dans la mythologie nordique.
C'est l'un des plus répandus dans les Eddas et la poésie scaldique. Sa signification est incertaine, mais plusieurs propositions relativement convergentes ont été faites : engourdi (R. Boyer), retardé (J. Lindow) ou celui qui s'est attardé (F.-X. Dillmann), celui qui est lent ou celui qui dort (R. Simek).
Ce nom apparaît dans deux Þulur (listes de synonymes et de noms), dans la Gylfaginning (14), où il est précisé que Dvalin vit dans la terre, et dans la Völuspá (14). 
Il figure une seconde fois dans ce poème lorsqu'il est question de « la lignée des nains de Dvalin » (17). Dans le Fafnismal, il est aussi question de la descendance de Dvalin : Fáfnir explique que certaines Nornes sont des Ases, d'autres des Alfes, d'autres enfin les « filles de Dvalin », donc appartiennent à la race des nains.  
Dans les Havamal (143), lorsqu'est évoquée la découverte des runes, il est indiqué que ce fut Dvalinn qui, le premier parmi les nains, les grava.
Dans les Alvíssmál, le soleil est qualifié de « jouet de Dvalinn » (16). Cette même kenning se retrouve deux fois dans le Skáldskaparmál (56, 75). Sans doute faut-il y voir une allusion au fait que les nains sont transformés en pierre par les rayons du soleil.   
Dvalin représente encore les nains dans la kenning « le liquide de Dvalinn » (Skáldskaparmál, 3) qui désigne l'hydromel poétique, que les nains Fjalar et Galar ont brassé.
Il apparaît enfin dans un récit tardif, le Sörla þáttr (Dit de Sörli), dans lequel il est, avec Alfrigg, Berling et Grer, l'un des artisans du bijou de Freyja, le collier des Brísingar. Pour l'obtenir, la déesse dut passer la nuit avec chacun d'eux.

## Dans l'art et la culture
Dans le roman Bilbo le Hobbit, l'un des Nains qui accompagne Bilbo dans son voyage est nommé Dwalin. On retrouve ce personnage dans le jeu Le Seigneur des Anneaux Online, dans lequel il est le roi du Palais de Thorin (un autre nain du voyage de Bilbo).